# Mstiniinae
Mstiniinae es una subfamilia de foraminíferos bentónicos cuyos taxones han sido tradicionalmente incluidos en la familia Tournayellidae, de la superfamilia Tournayelloidea, del suborden Fusulinina y del orden Fusulinida. Su rango cronoestratigráfico abarca desde el Tournaisiense (Carbonífero inferior) hasta el Moscoviense (Carbonífero superior).

## Discusión
Algunas clasificaciones más recientes incluyen Mstiniinae en la familia Mstiniidae, de la superfamilia Mstinioidea, del suborden Tournayellina, del orden Tournayellida, de la subclase Fusulinana y de la clase Fusulinata.

## Clasificación
Mstiniinae incluye a los siguientes géneros:
- Condrustella †
- Mstinia †

También se ha incluido en Mstiniinae el siguiente género:
- Haplophragmina †, anteriormente en la familia Endothyridae.